# Yukiya Arashiro
Yukiya Arashiro (Ishigaki, 22 de septiembre de 1984) es un ciclista japonés profesional desde 2006. En 2009 fichó por el equipo UCI ProTeam francés Bouygues Telecom, en el que corrió hasta la temporada 2015. En 2016 compitió con el equipo italiano Lampre-Merida, desde 2017 hasta 2024 lo hizo en el Team Bahrain Victorious y desde 2025 corre con el equipo italiano Team Solution Tech-Vini Fantini.

## Palmarés
| 2007 - 1 etapa del Tour de Japón - Campeonato de Japón en Ruta - 1 etapa del Tour de Hokkaido 2008 - 1 etapa del Tour de Japón - 1 etapa del Tour de Limousin - 1 etapa del Tour de Hokkaido - Tour de Okinawa, más 2 etapas - 3.º en el Campeonato Asiático Contrarreloj 2011 - Campeonato Asiático en Ruta - 2.º en el Campeonato de Japón en Ruta 2012 - Tour de Limousin 2013 - Campeonato de Japón en Ruta | 2016 - 2.º en el Campeonato Asiático en Ruta - 1 etapa del Tour de Japón 2018 - Tour de Taiwán 2019 - 2.º en el Campeonato de Japón en Ruta 2022 - 3.º en el Campeonato de Japón Contrarreloj - Campeonato de Japón en Ruta 2023 - 3.º en el Campeonato Asiático en Ruta - 3.º en el Campeonato de Japón Contrarreloj 2024 - 3.º en el Campeonato Asiático Contrarreloj - 3.º en el Campeonato de Japón Contrarreloj |

## Resultados en Grandes Vueltas y Campeonatos del Mundo
| Carrera         | Carrera         | 2007 | 2008 | 2009  | 2010  | 2011 | 2012 | 2013 | 2014  | 2015 | 2016  | 2017  | 2018 | 2019  | 2020 | 2021  | 2022 | 2023  | 2024 |
| --------------- | --------------- | ---- | ---- | ----- | ----- | ---- | ---- | ---- | ----- | ---- | ----- | ----- | ---- | ----- | ---- | ----- | ---- | ----- | ---- |
|                 | Giro de Italia  | —    | —    | —     | 93.º  | —    | —    | —    | 127.º | —    | —     | —     | —    | —     | 89.º | 77.º  | —    | 123.º | —    |
|                 | Tour de Francia | —    | —    | 129.º | 112.º | —    | 84.º | 99.º | 65.º  | —    | 116.º | 109.º | —    | —     | —    | —     | —    | —     | —    |
|                 | Vuelta a España | —    | —    | —     | —     | —    | —    | —    | —     | 65.º | 106.º | —     | —    | 110.º | —    | 116.º | —    | —     | —    |
| Mundial en Ruta | Mundial en Ruta | Ab.  | 77.º | Ab.   | 9.º   | —    | —    | —    | Ab.   | 17.º | 35.º  | 46.º  | —    | Ab.   | Ab.  | 49.º  | 39.º | Ab.   | Ab.  |

—: no participa

Ab.: abandono

## Equipos
- Cycle Racing Team Vang (2006)
- Nippo Corporation-Meitan Honpo (2007)
- Meitan Hompo-GDR (2008)
- Bouygues/Europcar (2009-2015)
  - Bouygues Télécom (2009-2010)
  - Team Europcar (2011-2015)
- Lampre-Merida (2016)
- Bahrain (2017-2024)
  - Bahrain Merida (2017-2019)
  - Team Bahrain McLaren (2020)
  - Team Bahrain Victorious (2021-2024)
- Team Solution Tech-Vini Fantini (2025-)